# Erik Černák
Erik Černák (né le 28 mai 1997 à Košice en Slovaquie) est un joueur professionnel slovaque de hockey sur glace. Il évolue au poste de défenseur.

## Biographie

### Carrière en club
Formé au HC Košice, il débute dans l'Extraliga slovaque en 2013-2014. L'équipe remporte le titre national en 2014 et 2015. Lors du repêchage d'entrée dans la LNH 2015, les Kings de Los Angeles le choisissent au deuxième tour en 43e position. Il est sélectionné en 54e position lors de la sélection européenne 2015 de la Ligue canadienne de hockey par les Otters d'Érié. Il part en Amérique du Nord et joue deux saisons dans la Ligue de hockey de l'Ontario. Les Otters remportent la Coupe J.-Ross-Robertson 2017. Le 26 février 2017, ses droits sont échangés par les Kings au Lightning de Tampa Bay avec Peter Budaj, et un choix de septième tour au Repêchage d'entrée dans la LNH 2017 en retour de Benjamin Bishop et un choix de cinquième tour au repêchage 2017. Černák passe professionnel avec le Crunch de Syracuse dans la Ligue américaine de hockey. Le 13 novembre 2018, il joue son premier match avec le Lightning dans la Ligue nationale de hockey chez les Sabres de Buffalo. Il inscrit son premier point, une assistance, chez les Predators de Nashville le 19 novembre 2018. Il marque son premier but dans la LNH le 2 février 2019 chez les Rangers de New York. Il remporte la Coupe Stanley 2020 et 2021 avec Tampa Bay.
Le 24 février 2023, Černák est suspendu deux matchs pour avoir donné un coup de coude à l'endroit de Kyle Okposo.

### Carrière internationale
Il représente la Slovaquie au niveau international. Il prend part aux sélections jeunes. Il a régulièrement pour coéquipier son cousin Christián Jaroš, d'un an son aîné.

## Statistiques

### En club
| Saison     | Équipe                 | Ligue              |     | Saison régulière | Saison régulière | Saison régulière | Saison régulière | Saison régulière |   | Séries éliminatoires | Séries éliminatoires | Séries éliminatoires | Séries éliminatoires | Séries éliminatoires |
| Saison     | Équipe                 | Ligue              | PJ  | B                | A                | Pts              | Pun              | PJ               | B | A                    | Pts                  | Pun                  |                      |                      |
| 2012-2013  | Slovaquie 20 ans       | 1.liga slovaque    | 8   | 2                | 0                | 2                | 18               | -                | - | -                    | -                    | -                    |                      |                      |
| 2013-2014  | HC Košice              | Extraliga slovaque | 13  | 0                | 0                | 0                | 0                | 7                | 0 | 0                    | 0                    | 2                    |                      |                      |
| 2013-2014  | Slovaquie 20 ans       | 1.liga slovaque    | 20  | 2                | 1                | 3                | 2                | -                | - | -                    | -                    | -                    |                      |                      |
| 2014-2015  | HC Košice              | Extraliga slovaque | 43  | 5                | 8                | 13               | 16               | 7                | 0 | 1                    | 1                    | 6                    |                      |                      |
| 2015-2016  | Otters d'Érié          | LHO                | 41  | 4                | 11               | 15               | 35               | 13               | 0 | 6                    | 6                    | 10                   |                      |                      |
| 2016-2017  | Otters d'Érié          | LHO                | 50  | 3                | 18               | 21               | 53               | 22               | 1 | 8                    | 9                    | 10                   |                      |                      |
| 2017-2018  | Crunch de Syracuse     | LAH                | 71  | 5                | 13               | 18               | 70               | 7                | 1 | 1                    | 2                    | 4                    |                      |                      |
| 2018-2019  | Crunch de Syracuse     | LAH                | 9   | 2                | 5                | 7                | 14               | -                | - | -                    | -                    | -                    |                      |                      |
| 2018-2019  | Lightning de Tampa Bay | LNH                | 58  | 5                | 11               | 16               | 58               | 4                | 0 | 3                    | 3                    | 0                    |                      |                      |
| 2019-2020  | Lightning de Tampa Bay | LNH                | 67  | 5                | 7                | 12               | 59               | 25               | 0 | 4                    | 4                    | 12                   |                      |                      |
| 2020-2021  | Lightning de Tampa Bay | LNH                | 46  | 5                | 13               | 18               | 38               | 21               | 1 | 9                    | 10                   | 16                   |                      |                      |
| 2021-2022  | Lightning de Tampa Bay | LNH                | 55  | 1                | 12               | 13               | 46               | 23               | 1 | 1                    | 2                    | 12                   |                      |                      |
| 2022-2023  | Lightning de Tampa Bay | LNH                | 70  | 2                | 14               | 16               | 53               | 1                | 0 | 0                    | 0                    | 2                    |                      |                      |
| 2023-2024  | Lightning de Tampa Bay | LNH                | 69  | 2                | 11               | 13               | 63               | 5                | 0 | 1                    | 1                    | 2                    |                      |                      |
| 2024-2025  | Lightning de Tampa Bay | LNH                | 76  | 3                | 18               | 21               | 50               | 5                | 1 | 0                    | 1                    | 4                    |                      |                      |
| Totaux LNH | Totaux LNH             | Totaux LNH         | 441 | 23               | 86               | 109              | 367              | 84               | 3 | 18                   | 21                   | 48                   |                      |                      |

### En équipe nationale
| Année | Compétition                          |   | PJ | B | A | Pts | Pun | +/-                |  | Résultat |
| 2013  | Championnat du monde moins de 18 ans | 6 | 0  | 2 | 2 | 8   | -2  | Neuvième place     |  |          |
| 2014  | Championnat du monde moins de 18 ans | 5 | 0  | 0 | 0 | 6   | +2  | Huitième place     |  |          |
| 2014  | Championnat du monde junior          | 5 | 0  | 0 | 0 | 4   | -5  | Huitième place     |  |          |
| 2015  | Championnat du monde junior          | 6 | 0  | 2 | 2 | 4   | +1  | Médaille de bronze |  |          |
| 2016  | Championnat du monde junior          | 4 | 0  | 0 | 0 | 2   | +1  | Septième place     |  |          |
| 2017  | Championnat du monde junior          | 5 | 0  | 1 | 1 | 2   | -3  | Huitième place     |  |          |
| 2019  | Championnat du monde                 | 7 | 3  | 2 | 5 | 8   | +3  | Neuvième place     |  |          |

## Trophées et honneurs personnels

### Ligue nationale de hockey
- 2019-2020 : vainqueur de la coupe Stanley avec le Lightning de Tampa Bay (1)
- 2020-2021 : vainqueur de la coupe Stanley avec le Lightning de Tampa Bay (2)